# Atelier de technologie du plutonium

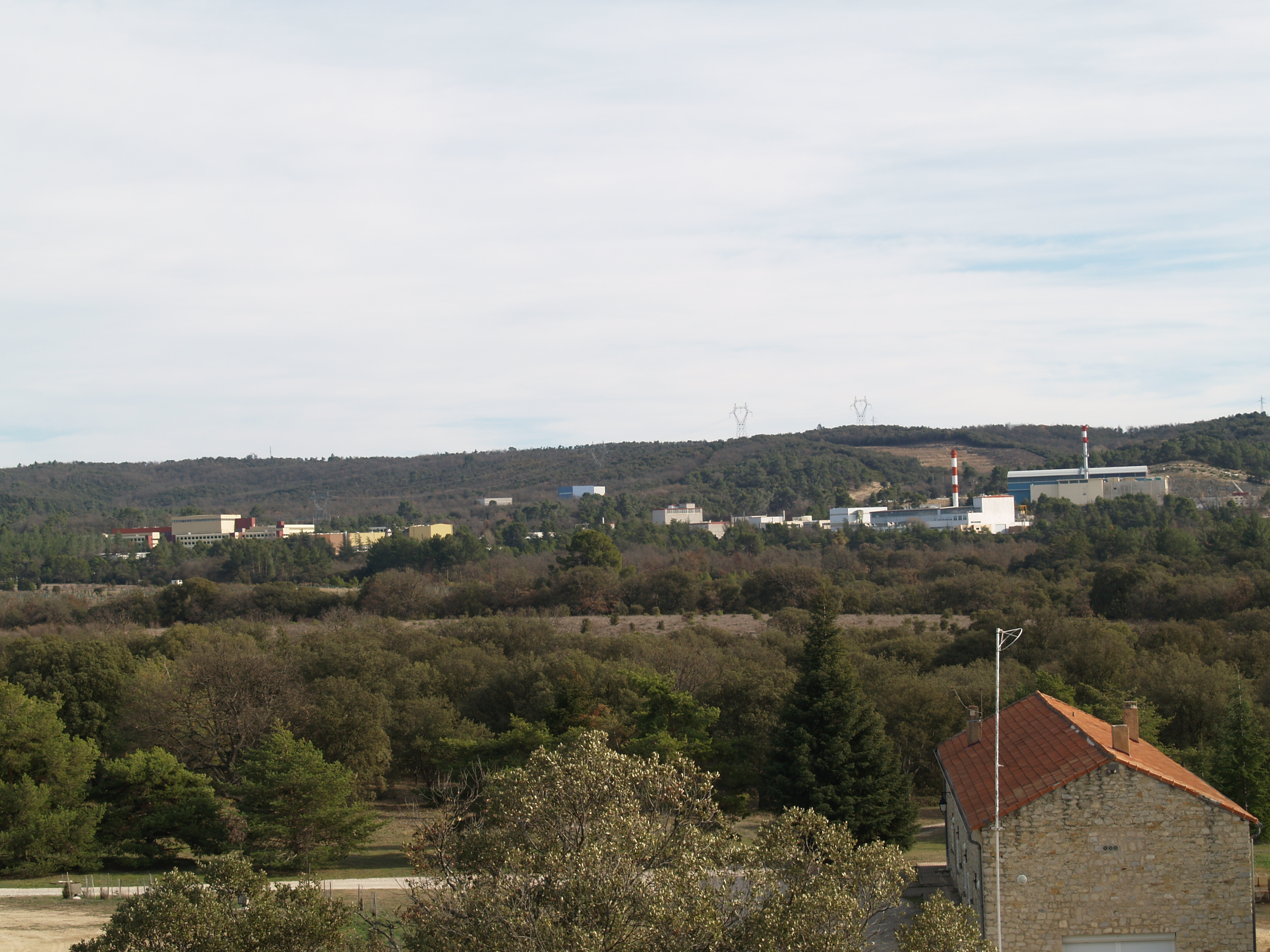
Le CEA vu du château de Cadarache (mars 2008).

L’Atelier de technologie du plutonium (ATPu) est une installation nucléaire localisée sur le site de Cadarache (Bouches-du-Rhône) et dépendant du Centre CEA de Cadarache. Pendant sa période de fonctionnement, l’atelier a permis de produire du combustible nucléaire - notamment du combustible MOX - pour différents réacteurs nucléaires français et étrangers. À la suite de sa fermeture, l'activité de production de combustible MOX a été reprise par l'usine Melox sur le site nucléaire de Marcoule (Gard).

## Historique
Créé en 1961 par le CEA, l’atelier a d'abord produit sur ses deux lignes de production : 
- du combustible métallique pour des réacteurs de recherche de la filière UNGG et les Célestins, entrés en service à Marcoule en 1967 et 1968.
- du combustible MOX pour les surgénérateurs français Rapsodie, Phénix et Superphénix et pour le prototype Fast Reactor de Dounreay (Écosse)
- et du combustible expérimental pour les réacteurs à eau ordinaire[1].

En 1989, la chaîne destinée à Superphénix avait été convertie dans le but de fabriquer du MOX pour les réacteurs à eau pressurisée d'EDF, et ce jusqu’en 1997. Jusqu’en 1996, les crayons étaient transportés pour le montage des assemblages à l’usine de FBFC à Dessel (Belgique) ; ensuite, ils ont été expédiés à l’usine Melox à Marcoule.
Le 1er février 1991, la Cogema a repris la gestion de l'ATPu, mais le CEA en est resté l'exploitant nucléaire au sens réglementaire.
Le 27 janvier 1995, l'Autorité de sûreté nucléaire juge que l'analyse du risque sismique sur l'Atelier de technologie du plutonium présenté par l'IPSn conclut à la nécessité d'une fermeture de l'installation peu après l'an 2000 . En effet, l'usine ne serait pas en conformité avec les normes parasismiques applicables et les aménagements nécessaires pour remettre les installations à niveau ne sont pas réalisables « au plan technique ou économique ».
En 1996, les écologistes dénoncent les transports de plutonium en provenance de l'usine de La Hague (Cotentin), où la Cogema extrait le plutonium de combustibles nucléaires brûlés dans les centrales françaises et étrangères
L'ATPu a cessé la production commerciale en juillet 2003. De septembre 2003 à juin 2008, l’ATPu a reconditionné et expédié, à l’usine de La Hague, les rebuts de fabrication encore présents dans l’installation.
À la suite d'un contrat entre AREVA et l'armée américaine annoncé le 5 septembre 2003, Areva décide de faire un test à l'ATPu pour démontrer aux américains la faisabilité technique de ce contrat militaire (et non pas commercial). Les assemblages test de plutonium américain sont traités à l'ATPu jusqu'en janvier 2005 puis envoyés à l'usine Melox (Gard).
Le 15 octobre 2009, l'Autorité de sûreté nucléaire (ASN) a suspendu le démantèlement de cet atelier pour non-conformité des quantités de plutonium retrouvées. Évaluée d'abord à quelque 8 kg, la quantité de plutonium encore présente sur le site de ces dépôts de l'ATPu avait ensuite été estimée par le CEA à 22 kg, voire à 39 kg.
En mars 2012, le CEA a été condamné par le tribunal correctionnel d'Aix-en-Provence à 15 000 euros d'amende pour "non déclaration immédiate" de cet incident survenu à l'ATPu. Les associations Réseau Sortir du nucléaire et Environnement Méditerranée ont reçu chacune 1 euro symbolique de dommages et intérêts.
Début juin 2012, L'ASN a délivré la dernière autorisation de reprise partielle du démantèlement de l'ATPu, stoppée depuis l'incident d'octobre 2009 classé au niveau 2 sur l’échelle INES.
Le 4 juillet 2016, un communiqué du CEA stipule qu'un salarié a été contaminé par la radioactivité au sein de l'ATPu.